# Informe de la UCO sobre Santos Cerdán
El informe de la Unidad Central Operativa (UCO) de la Guardia Civil sobre Santos Cerdán es un extenso documento policial elaborado en junio de 2025 en el marco de la investigación del conocido como caso Ábalos, en el que se señala al entonces secretario de Organización del Partido Socialista Obrero Español (PSOE) y diputado en el Congreso por Navarra como una pieza clave en la presunta trama de adjudicaciones irregulares y cobro de comisiones ilegales vinculadas al Ministerio de Transportes durante la etapa de José Luis Ábalos.

## Contexto
El informe se enmarca en las investigaciones abiertas por el Juzgado Central de Instrucción n.º 6 de la Audiencia Nacional, dirigido por el juez Manuel García-Castellón, que desde 2023 indaga una red de corrupción relacionada con contratos públicos otorgados durante la pandemia y otros vinculados a obras e infraestructuras. La pieza más mediática del caso afecta al exministro Ábalos y a su entonces asesor personal, Koldo García, a quienes se atribuyen delitos de cohecho, organización criminal y malversación.
Santos Cerdán, una de las figuras de mayor peso en la estructura del PSOE y colaborador directo del presidente del Gobierno Pedro Sánchez, aparecía mencionado en diversas conversaciones interceptadas a Koldo García. Sin embargo, no fue hasta junio de 2025 cuando la Guardia Civil presentó un informe monográfico en el que lo señalaba como «encargado de gestionar» hasta 620 000 euros en comisiones ilícitas.

## Contenido del informe
El documento, de unas 490 páginas, detalla las relaciones entre Santos Cerdán, José Luis Ábalos y Koldo García desde su etapa en la política navarra, donde ya habrían influido en adjudicaciones públicas a empresas como Acciona. Posteriormente, con la llegada de Ábalos al Ministerio de Transportes, la red habría escalado a nivel nacional.
Entre las pruebas incluidas figuran transcripciones de mensajes y grabaciones, donde se detallan pagos, encuentros y reparto de dinero. En una de las conversaciones, Koldo García expresa su frustración con Cerdán diciendo: «El hijo de puta de Santos me ha utilizado durante quince años y no me ha dado nada».
El informe también incluye un apartado sobre un presunto amaño en las primarias del PSOE de 2014, en el que Cerdán habría instruido a Koldo para introducir papeletas fraudulentas a favor de Pedro Sánchez.

## Repercusiones

### Dimisión de Santos Cerdán
El 12 de junio de 2025, pocas horas después de la filtración del informe, Santos Cerdán anunció su dimisión como secretario de Organización del PSOE y renunció a su acta como diputado. En un comunicado, negó haber cometido ilegalidad alguna, aunque reconoció que «el daño causado al partido y al presidente es irreparable».

### Rueda de prensa de Pedro Sánchez
El mismo día, el presidente del Gobierno compareció de urgencia desde la sede del PSOE para expresar su «dolor» y «perplejidad» por los hechos, pidió perdón públicamente, y anunció la creación de una auditoría externa de las cuentas del PSOE, así como una reestructuración de la Ejecutiva Federal. Esta reacción fue interpretada como un intento de cortar la sangría política y recuperar la iniciativa frente al escándalo.

### Impacto político y electoral
El caso ha tenido un fuerte impacto en la opinión pública, provocando movilizaciones frente a la sede del PSOE en la calle Ferraz y peticiones de dimisión del propio presidente del Gobierno. Algunos medios, como El Español y Libertad Digital, han hablado abiertamente de una “crisis terminal” del sanchismo y apuntan a la posibilidad de un adelanto electoral.
En paralelo, socios parlamentarios del PSOE como Sumar, PNV y Junts han pedido explicaciones urgentes y han condicionado su apoyo a futuras votaciones clave en el Congreso. La oposición, por su parte, ha exigido una comisión de investigación y la comparecencia inmediata de Pedro Sánchez.

## Calendario judicial
El Tribunal Supremo citó a Santos Cerdán a declarar el 25 de junio de 2025, mientras que José Luis Ábalos y Koldo García fueron citados el día anterior, 24 de junio. El magistrado Leopoldo Puente considera que existen «indicios consistentes» de que Cerdán participó en una estructura criminal para el cobro de mordidas a cambio de adjudicaciones públicas.